# Série 2000/2050/2080 da CP
Nota: Não confundir com as automotoras da Série 3400, que têm o nome de código CP2000 da operadora Comboios de Portugal.

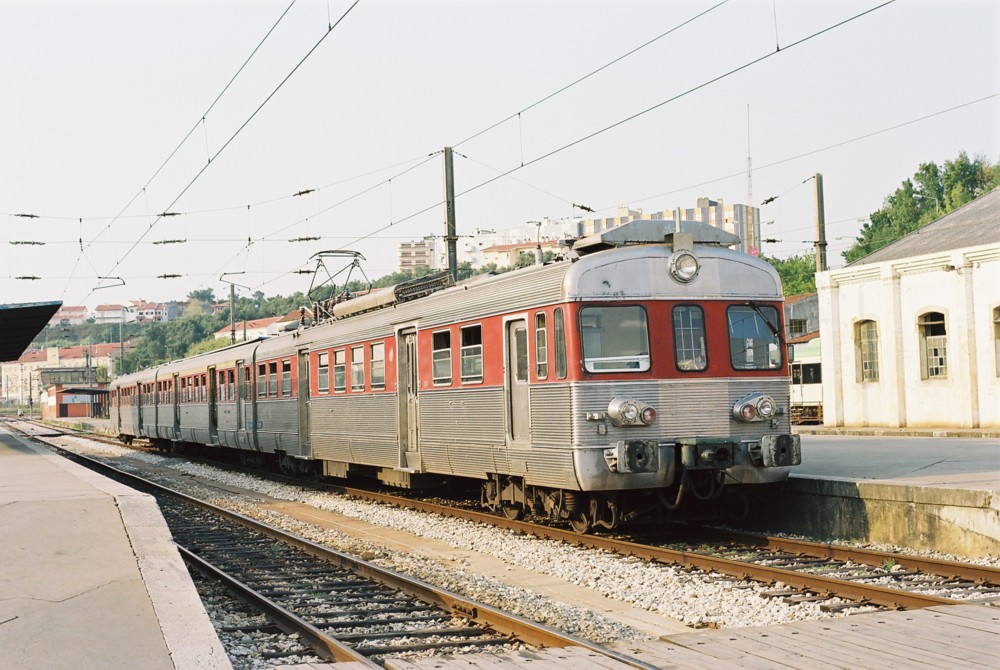
CP 2058 na Estação de Coimbra-B, em 2003.

As Séries 2000/2050/2080 referem-se a três tipos semelhantes de automotora que estiveram ao serviço da operadora ferroviária Caminhos de Ferro Portugueses e da sua sucessora, a empresa Comboios de Portugal.

## História

### Antecedentes
Desde a década de 1910 que se verificou um aumento considerável na procura de comboios nas linhas suburbanas, especialmente a de Sintra; assim, a Companhia dos Caminhos de Ferro Portugueses procurou resolver este problema, tendo, em 1929, em projecto a adaptação à tracção eléctrica das linhas suburbanas nas áreas de Lisboa e do Porto, com a introdução de automotoras, processo que já tinha sido levado a cabo em 1926 na Linha de Cascais. No entanto, este projecto não teve continuação, devido ao deflagrar da Grande Depressão, cujos efeitos sobre a economia portuguesa impossibilitaram o financiamento previsto. Após o final da Segunda Guerra Mundial, a operadora voltou a empenhar-se na modernização das linhas e na substituição do material a vapor por eléctrico e a gasóleo, com o apoio financeiro do Plano Marshall.

### Encomenda e entrada ao serviço
Assim, em 6 de Abril de 1955, foi assinado o Contrato de Electrificação, que previa a adaptação à tracção eléctrica da Linha de Sintra e do troço de Lisboa ao Carregado, e o fabrico de material circulante, incluindo 25 automotoras triplas eléctricas, para a Linha de Sintra. Estas automotoras foram construídas nas instalações da empresa SOREFAME - Sociedades Reunidas de Fabricações Metálicas, sob licença do Groupement d`Étude et Electrification des Chemins de Fer en Monophasé 50 Hz. Esta foi a primeira grande encomenda de material circulante feita à SOREFAME, constituindo um marco histórico neste ramo da indústria portuguesa. O projecto de electrificação dos dois lanços, inserido no âmbito do I Plano de Fomento (1953-1958), foi concluído no ano seguinte. A cerimónia de inauguração teve lugar no dia 28 de Abril. Nesse dia, chegaram as primeiras automotoras da Série 2000 a Sintra.
Inicialmente, na Linha de Sintra foram sendo utilizadas as locomotivas eléctricas da Série 2500, sendo substituídas pelas automotoras que iam entrando ao serviço., entre 1956 e 1957 Estas automotoras vieram permitir um importante incremento na qualidade do serviço, uma vez que ofereciam uma maior capacidade de passageiros e, ao mesmo tempo, uma redução considerável no tempo de percurso.
Enquanto novos troços iam sendo electrificados, foram sendo encomendadas mais automotoras deste tipo. Desta forma, a série 2050 entrou ao serviço em 1962, e a série 2080 começou a circular no ano de 1966.

### Fim do serviço

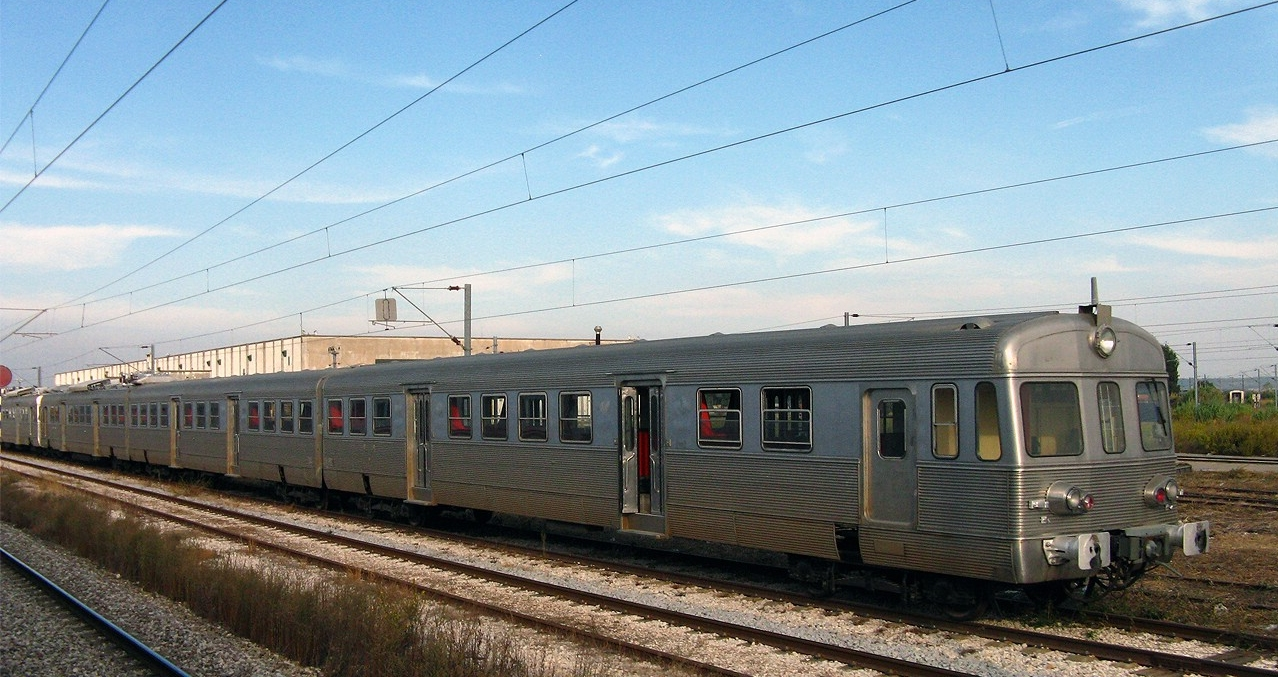
Automotoras da Série 2000 parqueadas no Entroncamento em 2009, para serem posteriormente enviadas para a Argentina.

Todas as automotoras das três séries já não se encontram ao serviço. Em finais de 2005, previa-se que vinte automotoras destas séries fossem enviadas para a Argentina em Março do ano seguinte, das quais cerca de metade iriam ser integralmente revistas ainda em território nacional, enquanto que as unidades restantes seriam entregues com uma revisão parcial, realizada pela Empresa de Manutenção de Equipamento Ferroviário.
As últimas unidades de 1ª Geração a serem demolidas foram as UTE 2001 e UTE 2008, em Agosto de 2017 no Entroncamento, sendo que nenhum exemplar completo foi preservado. Porém ainda existe um reboque piloto de 1ª Geração como parte integrante da UTE 2057.[carece de fontes?]

## Caracterização
Todas as 3 séries compunham-se de automotoras que circulavam em composições de unidades triplas eléctricas, na configuração de motora + reboque + reboque piloto.
A Série 2000 era formada por 25 automotoras, numeradas de 2001 a 2025; a Série 2050 tinha 24 automotoras, e a Série 2080 contava apenas com 10 automotoras. Todas atingiam uma velocidade máxima de 90 km/h, atingido uma potência de 1097 kW e um esforço de tracção de 117 kN, e utilizavam uma voltagem de 25 kV e 50 Hz. Os motores de tracção eram monofásicos.

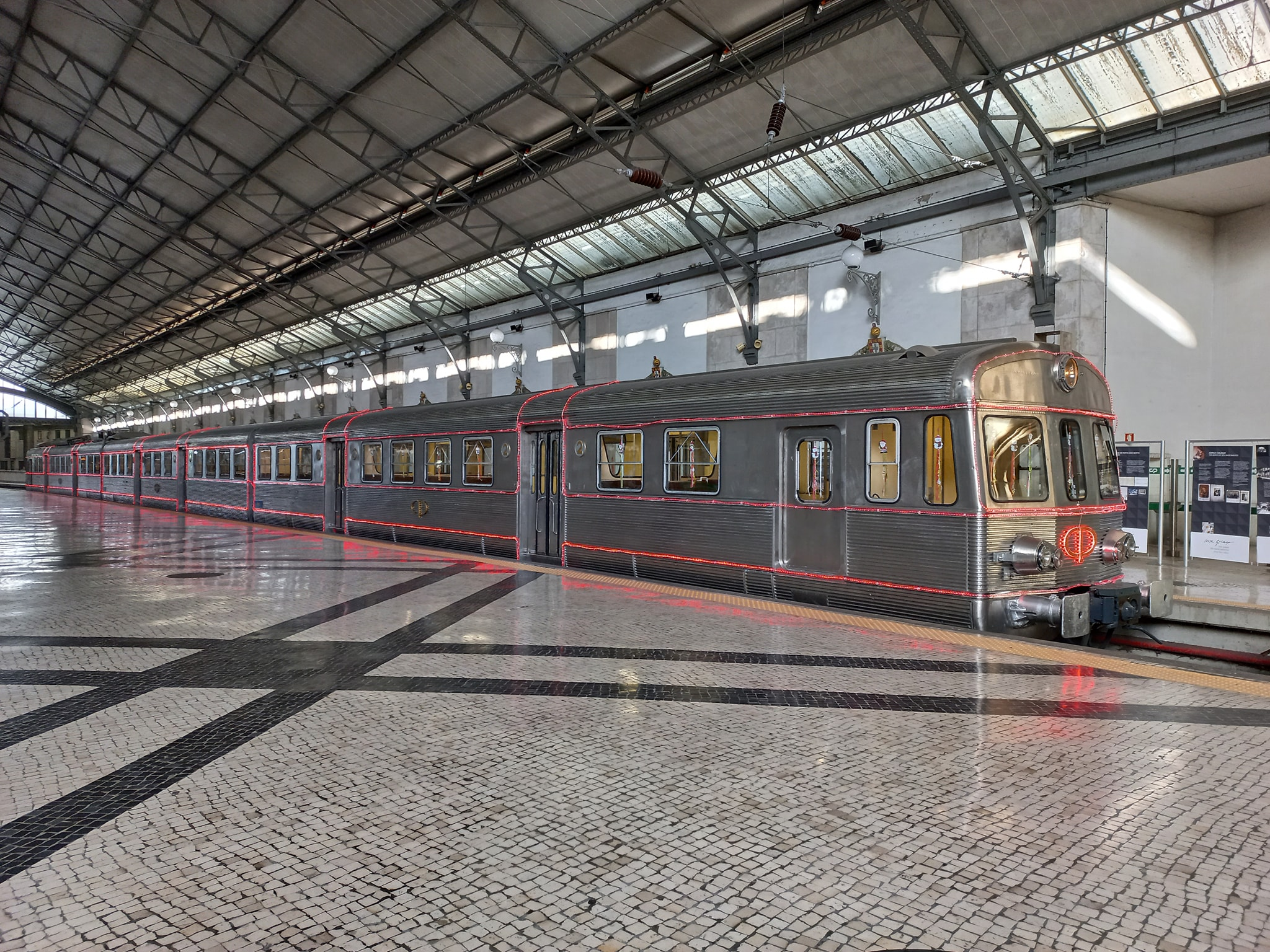
CP 2064 em exposição na estação de Lisboa-Rossio, em dezembro de 2021.

Diferiam na lotação, contando cada automotora da Série 2000 com 68 lugares de primeira classe e 180 de segunda classe, enquanto que as unidades das Séries 2050 e 2080 possuíam 52 lugares de primeira classe e 192 de segunda classe. Utilizavam um engate automático tipo Scharfenberg.

### Lista de material
Atualizado em: 28/12/2021
| :  | qt. | estado                   |
| -- | --- | ------------------------ |
| ✔︎  | 1   | ao serviço               |
| ⏭︎  | 13  | vendidas, no estrangeiro |
| ☑︎  | 1   | musealizada, funcional   |
| ⛛︎  | 3   | abatidas                 |
| ⚒︎  | 1   | em reparação             |
| ✖︎  | 40  | demolidas                |
| 59 | 59  | (total)                  |

Primeira fase - automotoras que inauguraram a tracção monofásica entre Lisboa e Sintra e entre Lisboa e Carregado, em 1957:Segunda fase das automotoras Sorefame:
| №    | : | a    | observações |
| ---- | - | ---- | --- |
| 2001 | ✖︎ | 1956 | |
| 2002 | ✖︎ | 1956 | |
| 2003 | ✖︎ | 1956 | |
| 2004 | ⏭︎ | 1956 | Vendido Línea General Argentina 2007. |
| 2005 | ✖︎ | 1956 | |
| 2006 | ✖︎ | 1956 | |
| 2007 | ✖︎ | 1956 | |
| 2008 | ✖︎ | 1956 | Ry 2008 demolido em 1982, após incêndio no Rossio em 1981. Recebeu Ry 2021 nessa ocasião. |
| 2009 | ✖︎ | 1956 | |
| 2010 | ✖︎ | 1956 | |
| 2011 | ✖︎ | 1956 | |
| 2012 | ✖︎ | 1956 | |
| 2013 | ✖︎ | 1956 | |
| 2014 | ✖︎ | 1956 | |
| 2015 | ✖︎ | 1956 | |
| 2016 | ✖︎ | 1956 | |
| 2017 | ✖︎ | 1956 | |
| 2018 | ⏭︎ | 1956 | Vendido Línea General Roca Argentina 2007. |
| 2019 | ✖︎ | 1956 | |
| 2020 | ✖︎ | 1956 | |
| 2021 | ✖︎ | 1956 | Com reboque da 2008 |
| 2022 | ✖︎ | 1956 | |
| 2023 | ✖︎ | 1956 | |
| 2024 | ✖︎ | 1956 | |
| 2025 | ✖︎ | 1956 | |
| №    | : | a    | observações |
| 2051 | ✖︎ | 1962 | |
| 2052 | ✖︎ | 1962 | |
| 2053 | ✖︎ | 1962 | Com reboque da 20??. |
| 2054 | ⏭︎ | 1962 | Vendida à Argentina (entregue à UGOFE LGR). |
| 2055 | ✖︎ | 1962 | |
| 2056 | ✖︎ | 1962 | |
| 2057 | ☑︎ | 1962 | Encostada no Entroncamento, com reboque-piloto da 2013. Preservada no Museu Nacional Ferroviário. Com revisão geral realizada para ir para Argentina, sem seguimento. Com interior original. |
| 2058 | ⛛︎ | 1962 | RP2058 encostado no Entroncamento. |
| 2059 | ✖︎ | 1962 | |
| 2060 | ⏭︎ | 1962 | Vendida à Argentina (entregue à UGOFE LGR). |
| 2061 | ✖︎ | 1962 | |
| 2062 | ✖︎ | 1962 | |
| 2063 | ⏭︎ | 1962 | Vendida à Argentina (entregue à UGOFE LGR). |
| 2064 | ✔︎ | 1962 | Com interior original. Afecta a comboios históricos. |
| 2065 | ✖︎ | 1962 | |
| 2066 | ✖︎ | 1962 | |
| 2067 | ✖︎ | 1962 | |
| 2068 | ✖︎ | 1962 | |
| 2069 | ⏭︎ | 1962 | Vendida à Argentina (entregue à UGOFE LGR). |
| 2070 | ✖︎ | 1962 | |
| 2071 | ⏭︎ | 1962 | Vendida à Argentina (entregue à UGFO LGR). |
| 2072 | ✖︎ | 1962 | Encostada no Entroncamento. |
| 2073 | ⛛︎ | 1962 | Com revisão geral realizada para ir para Argentina, sem seguimento. |
| 2074 | ✖︎ | 1962 | |

Terceira fase de automotoras Sorefame, a última das automotoras 2000:
| №    | : | a    | observações                                                                     |
| ---- | - | ---- | ------------------------------------------------------------------------------- |
| 2081 | ✖︎ | 1966 | Demolida após acidente com a locomotiva a vapor 501 no início dos anos 70.      |
| 2082 | ⛛︎ | 1966 | Com revisão geral realizada para ir para Argentina, sem seguimento.             |
| 2083 | ✖︎ | 1966 |                                                                                 |
| 2084 | ⏭︎ | 1966 | Vendida à Argentina (entregue à UGOFE LGR).                                     |
| 2085 | ⏭︎ | 1966 | Vendida à Argentina (entregue à UGOFE LGR).                                     |
| 2086 | ⚒︎ | 1966 | Com revisão geral feita, para Argentina, sem seguimento. Com interior original. |
| 2087 | ⏭︎ | 1966 | Vendida à Argentina (entregue à UGOFE LGR).                                     |
| 2088 | ⏭︎ | 1966 | Vendida à Argentina (entregue à UGOFE LGR).                                     |
| 2089 | ⏭︎ | 1966 | Vendida à Argentina (entregue à UGOFE LGR).                                     |
| 2090 | ⏭︎ | 1966 |                                                                                 |